# 彼得·谢苗诺夫-天山斯基

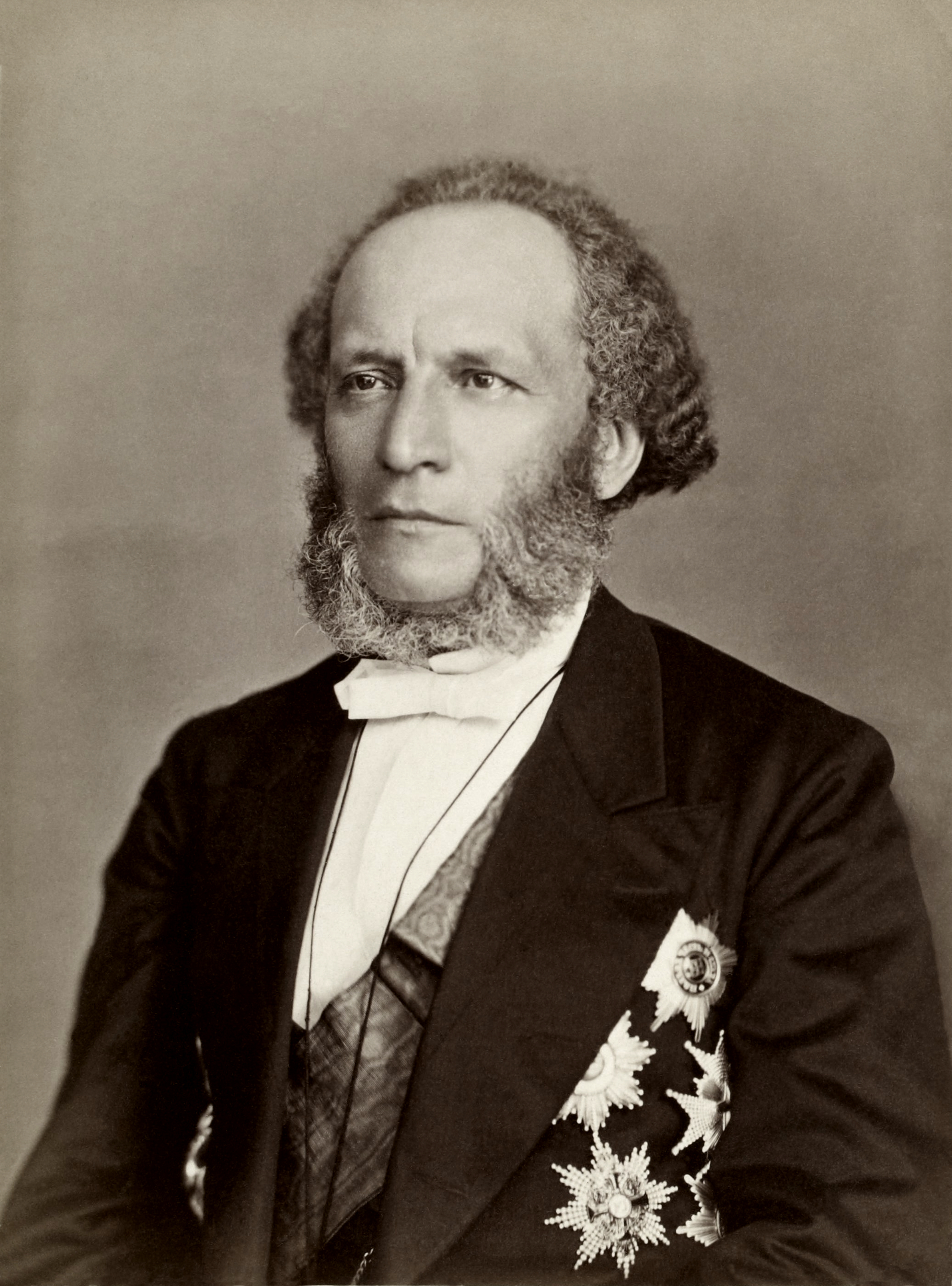
19世纪70年代的谢苗诺夫-天山斯基

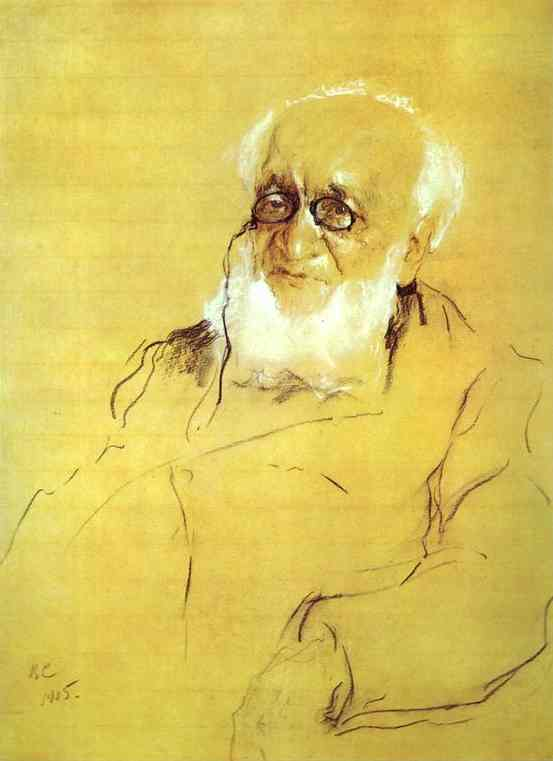
瓦伦丁·谢罗夫所作画像（1905年）

彼得·彼得罗维奇·谢苗诺夫-天山斯基 (俄语：Пётр Петрович Семёнов-Тян-Шанский)，儒略历1827年1月2日 (格里历1月14日)–1914年2月26日(格里历3月11日))，俄罗斯地质学家、统计学家和昆虫学家，曾主管俄罗斯地理学会超过40年。
彼得·谢苗诺夫出生于一个贵族家庭，曾就读于圣彼得堡大学。19世纪50年代在柏林师从亚历山大·洪堡与卡尔·李特尔学习地理和地质学。在洪堡的建议下，谢苗诺夫决定探索鲜为人知的天山山脉。1856年，他从巴尔瑙尔展开了他的第一次远征，途中经过了阿尔泰山脉并造访了伊塞克湖。1857年，他返回天山，探索这一前所未有的山脉内部。
他的一个最有趣的发现是反驳了洪堡的有关天山起源于火山的早期观点。谢苗诺夫没有发现任何有关火山活动的证据。第二年，他出版了天山的第一部系统论著《天山游记》。这部专著带来了诸如半个世纪后尼古拉二世授权他在姓氏后加上“天山斯基”（意为“天山的”）之类的荣誉。
谢苗诺夫也对统计学感兴趣，他曾在俄国尽最大努力推动这门学科。他自1864年至1874年曾担任中央统计委员会主席，在1874年委员会被改组成内政部统计委员会后，谢苗诺夫留任主席直至1891年。他主导了1897年举行的俄罗斯帝国第一次人口普查。同年成为俄罗斯帝国国务委员会委员。
他在瑞士、意大利和法国的频繁来往中积累了一批荷兰黄金时代绘画藏品，这些藏品后来转到了埃尔米塔日博物馆，再后来被苏联出售给了一些西方的博物馆。他的昆虫收集品包括约700,000件标本，有超过100种以他的名字命名的新种。他也是53个学会的会员，从1873年开始主管俄罗斯地理学会直到逝世。他鼓励对亚洲内陆的探索，受其鼓舞的有尼古拉·米哈伊洛维奇·普热瓦利斯基和彼得·库兹米奇·科兹洛夫。
在他死后出版了四卷的回忆录。有几个他的子孙继续了他的工作，并成为值得注意的科学家，其中最知名的是安德烈·彼得罗维奇·谢苗诺夫-天山斯基。